# دومينيك كاستيل
دومينيك كاستيل (بالألمانية: Dominic Castell)‏ هو ممثل نمساوي، ولد في 20 يوليو 1965 بفيينا في النمسا.

## أعمال

### أفلام
- (1995) قبل الشروق[2]

## وصلات خارجية
- دومينيك كاستيل على موقع IMDb (الإنجليزية)
- دومينيك كاستيل على موقع قاعدة بيانات الفيلم (الإنجليزية)